# Соза Нету, Антониу ди
Анто́ниу ди Со́за Не́ту (порт. Antônio de Sousa Neto; 11 февраля 1801, Риу-Гранди, Риу-Гранди-ду-Сул, Бразилия — 2 июля 1866, Корриентес, Аргентина) — бразильский военный и политический деятель, генерал, один из главных руководителей восстания Фаррапус (1835—1845), соратник Бенту Гонсалвиса.

## Биография
По материнской линии он происходил от португальского дворянина Жуана Рамалью, который женился на индианке Бартире (Изабель), дочери вождя тупи Чибирисы Бартире. Также по материнской линии он происходил от капитан-майора Сан-Паулу Амадора Буэну да Вейга.
Во время войны Фаррапус Антониу Нету командовал первой бригадой повстанческих войск. 10 сентября 1836 года под его командованием восставшие одержали победу над имперскими войсками в Сейвальской битве, и на следующий день генерал Нету объявил о создании независимой Республики Риу-Гранди. Он руководил войсками еще в нескольких битвах, в том числе под Порту-Алегри и возвращением Риу-Парду .
После поражения повстанцев в войне Фаррапус Нету переехал в Уругвай. Будучи убежденным аболиционистом, боролся за освобождение рабов, которые сражались во время революции, а в Уругвай перебрался вместе с чернокожими бойцами, которые последовали за ним по собственной воле.
Он вернулся в бой в 1851 году в войне против аргентинского диктатора Росаса, со своей кавалерией в бригаде добровольцев Рио-Гранденсес, организованной полностью за его счет, что принесло ему повышение до почетного бригадира армии и преобразование его бригады в бригаду легкой кавалерии. 
С началом Парагвайской войны принял в ней участие, возглавив организованный им отряд. В битве при Туюти в 1866 году Нету был ранен и доставлен в госпиталь в Корриентесе (Аргентина), где и умер.
Его жизнь была описана в известном бразильском фильме 2001 года «Нету теряет душу», его персонаж также фигурирует в мини-сериале «Дом семи женщин» (2003) и фильме « Нету и укротитель коней» (2006).